# Maceta de Nube Verde
Maceta de Nube Verde o Maceta de Gresquí es el nombre que recibe un isla de 7 hectáreas de Venezuela en el Mar Caribe o Mar de las Antillas específicamente en las Antillas Menores. Geograficamente hace parte del Archipiélago Los Roques y administrativamente esta incluido en el territorio Insular Miranda y el Parque Nacional Los Roques en las Dependencias Federales de Venezuela.

## Historia
La isla formó parte de la Capitanía General de Venezuela, y tras la independencia de España paso a formar parte del territorio Colón y posteriormente de las Dependencias Federales (desde 1938) y la Autoridad Única de Área de Los Roques (desde 1990, hasta 2011).
En 1972 paso a forma parte del Área protegida denominada Parque Nacional Los Roques. En 2011 es incluida en el Territorio Insular Miranda que fue creada un decreto con rango de Ley Orgánica.

## Geografía
Se trata de una isla de 0,07 kilómetros cuadrados al sur de la Ensenada de Los Corales y del propio archipiélago de Los Roques al oeste del Cayo Nube Verde (con el que no debe ser confundido) y el Cayo llamada Maceta de Cote o Maceta de Sal. Como todo el Archipiélago posee un clima mayormente cálido y seco.